# Dave Erickson
Dave Erickson é um escritor e produtor de televisão  norte-americano mais conhecido por criar Fear the Walking Dead juntamente com Robert Kirkman, de quem foi showrunner até o final da  terceira temporada. Ele deixou o cargo para fazer mais séries para a  AMC. Ele também criou a série de televisão Canterbury's Law, e escreveu e produziu para as séries de televisão Sons of Anarchy e Low Winter Sun.

## Escreveu

### Canterbury's Law
- 1.01 – "Pilot"

### Sons of Anarchy
- 1.07 – "Old Bones"
- 1.11 – "Capybara" (escreveu com Kurt Sutter)
- 2.03 – "Fix"
- 2.12 – "The Culling" (escreveu com Kurt Sutter)
- 3.02 – "Oiled" (escreveu com Kurt Sutter)
- 3.13 – "NS" (escreveu com Kurt Sutter)
- 4.02 – "Booster" (escreveu com Chris Collins)
- 4.05 – "Brick" (escreveu com Brady Dahl)
- 4.12 – "Burnt and Purged Away" (escreveu com Kurt Sutter)

### Low Winter Sun
- 1.03 – "No Rounds"
- 1.08 – "Revelations"

### Marco Polo
- 1.06 – "White Moon"

### Fear the Walking Dead
- 1.01 – "Pilot" (escreveu com Robert Kirkman)
- 1.06 – "The Good Man" (escreveu com Robert Kirkman)
- 2.01 – "Monster"
- 2.15 – "North"
- 3.01 – "Eye of the Beholder"
- 3.09 – "Minotaur" (escreveu com Mike Zunic)
- 3.16 – "Sleigh Ride" (escreveu com Mark Richard)